# Aldisa alabastrina
Aldisa alabastrina là một loài sên biển mang trần thuộc liên họ Doridoidea, là động vật thân mềm chân bụng sống ở biển thuộc họ Dorididae.